# 유소닉
유소닉(Sonick, 본명: 유상훈, 1985년 8월 16일~) 은 대한민국의 가수이다. 1장의 정규음반과 3장의 싱글음반을 발매하였다.

## 생애
쏘닉은 2004년에 수원의 Party Host로 시작, 경기도권에서 유명을 떨친 MC NICK이 2004년 OPPA's House를 거쳐, 2006년 첫 데뷔EP를 발매,이름을 'S.O NICK'으로 개명, 그 이후 국내외 각종 내한공연 게스트와 Breakbakery CREW와의 파티에서 쏘닉이라는 이름으로 활동하고 있다.
대표곡으로는 2006년, 'Music From Expression'의 키비와 함께한 타이틀 곡인 'Paradise'(내가 쉴곳) 을 비롯, 2007년 뤽배송의 영화 'Taxi 4'의 주제곡을 맡은 싱글 음반 'Paradise and Memories'에 수록된 'The Taxi'와 '니가 떠난 지금' 등이 있다. 이후 가수 일락, Plan B, DJ 베이의 곡에 피쳐링을 하기도 하였으며, 국내 주요 Party Host로 활동하면서 2007-2008 시즌 Breakbakery와 함께 'Floppy Disko party(플로피 디스코)'에서 활약하기도 했다.
이후 2008년에는 직접 전곡을 작사, 작곡, 편곡한 정규 음반인 'PARADE'를 발매하였으며, 지식경제부주관 '전기안전캠페인 로고송'과 '2008 서울국제청소년영화제', '플로우 페스티벌'등에 참여하였으며, 2009년 롯데월드 내 가든스테이지에서 첫 단독 콘서트를 가졌고, 통영 국제 음악제 프린지 공연에서 라이징 스타상을 수상하였다.
2010년에는 음원사이트 '멜론(www.melon.com)'에서 국내외 음악계 이슈에 대한 컬럼을 연재하기도 했으며, 뉴뉴라는 이름으로 일렉트로니카 계열의 1인 프로젝트 앨범을 발표하였다.

## 활동경력
- 2006 힙합플레이야 라디오 <Get in love> DJ BAY와 함께 진행
- 2006 일락 2집 10번 트랙 <고집> 랩 피쳐링
- 2006 DJ 베이 <Hyper Beat Incident> 객원 MC
- 2007 뮤지컬 <Street Guyz> 랩메이킹 및 작곡 참여
- 2008 팝페라 <미스피가로>  작곡 참여
- 2008 지식경제부 주관 공익광고 <전기안전공사> 랩 로고송 랩,제작
- 2008 S.I.Y.F.F.(서울국제청소년영화제) 메인 게스트 참여
- 2009 통영 국제 음악제 프린지 공연(3회)
- 2009 롯데월드 가든스테이지 Sonick 단독콘서트
- 2009 나몰라패밀리 정규 2집 앨범 <sugarbabe> 랩메이킹 및 작사
- 2009 나몰라패밀리 싱글 <사랑밖에 난 몰라> 랩메이킹 및 작사
- 2009 싸이월드 뮤직 <sonick-white album> 국내 추천음악 선정
- 2009 디제이 수퍼부기 'Bakc to the oldskool' 작사 및 피처링
- 2010 나몰라패밀리 싱글 <기억상실증> 랩메이킹 및 작사
- 2010 멜론(www.melon.com) 뮤직스토리 컬럼 연재中
- 2010 1인 프로젝트 뉴뉴 앨범 프로듀서
- 2010 몽골리안 키즈(Mongolian kidz)[깨진 링크(과거 내용 찾기)] - Hommage Of Avangarde 프로듀서 및 주연

## 수상
- 2009 통영 국제 음악제 라이징 스타상

## 디스코그래피
- 2006 Music From Expression [깨진 링크(과거 내용 찾기)] (Extended Play)
- 2007 Paradise And Memoris [깨진 링크(과거 내용 찾기)] (Single Album)
- 2008 PARADE [깨진 링크(과거 내용 찾기)] (1st ALBUM)
- 2009 The Black&White [깨진 링크(과거 내용 찾기)] (Single Album)
- 2010 뉴뉴-Instant Gallery [깨진 링크( 과거 내용 찾기])] (Project album)
- 2010 몽골리안키즈(Mongolian Kidz[깨진 링크(과거 내용 찾기)])-Hommage Of Avangarde